# Média v Třebíči
Média v Třebíči je článek zabývající se mediálními prostředky v Třebíči. Třebíčské mediální pokrytí je tiskem, televizním vysíláním, rozhlasem i prostřednictvím moderních datových sítí. 

## Historie

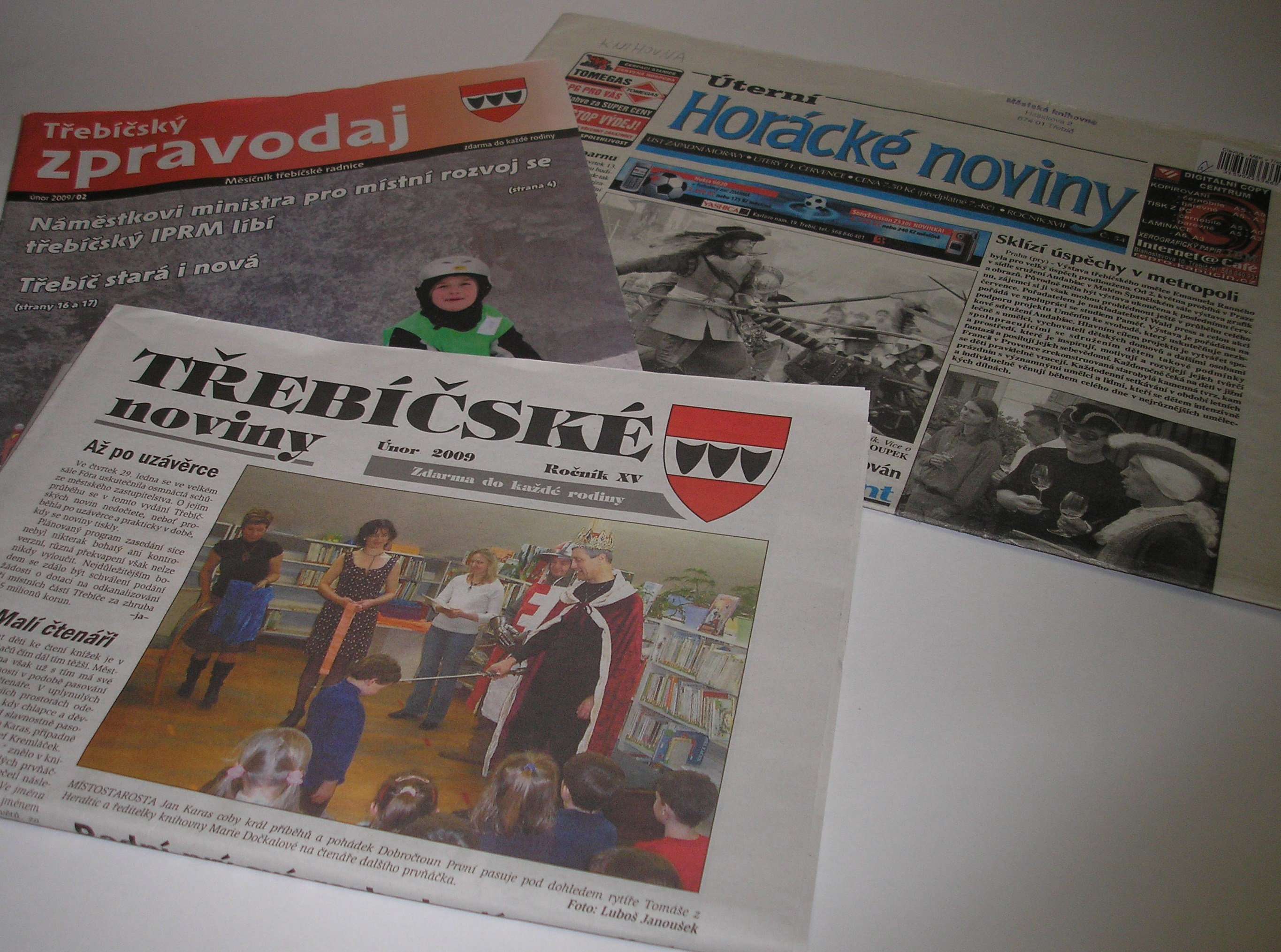
Některé noviny vydávané v Třebíči

Prvním listem v oblasti Třebíče byly Listy západní Moravy, které vydával třebíčský starosta Jan František Kubeš. Vycházely od 5. ledna 1884 do roku 1898, kdy na ně navázal list s názvem Hlasy ze západní Moravy, který redigoval J. Šlesinger. Hlasy vycházely do roku 1915. V roce 1899 začal v Třebíči vycházet katolický časopis Stráž a od roku 1911 třebíčští socialisté vydávali časopis Horácko. Po vzniku republiky v roce 1918 začal vycházet národnědemokratický list Demokrat a republikánský list Zájmy venkova. Od roku 1919 vycházela původně sociálnědemokratická Jiskra, po druhé světové válce komunistická. Dne 21. srpna 1968 vyšlo běžné číslo tehdejší Jiskry, další týden již byla tiskárna v Jihlavě, kde byl list tištěn, uzavřena a další číslo vyšlo menším nákladem tiskem v Třebíči (pouze dvojstránkové). Další tři čísla byla ještě mimořádná a po těchto problémech vyšlo dvojčíslo, které shrnovalo nastalé události.
V Třebíči vychází dlouhodobě radniční měsíčník Třebíčský zpravodaj, od roku 1977 pod názvem Zpravodaj města Třebíče jako sborník informací formátu A5, od roku 1991 s názvem Třebíčský zpravodaj, od roku 2006 jde o barevný magazín velikosti A4. Jeho vydávání je plně v režii třebíčské radnice, odpovědným redaktorem je Milan Krčmář, tisk a distribuci zajišťuje společnost Yashica. Třebíčský zpravodaj je vydáván 11krát ročně v nákladu cca 17 500 výtisků. V roce 2018 byl distribuován Českou poštou, od roku 2019 je distribuován společností Mediaservis. Náklady na tisk každého čísla jsou ve výši 23 tisíc Kč za distribuci a 70 tisíc Kč za tisk, příjmy z inzerce jsou ve výši přibližně 44 tisíc Kč. V listopadu 2019 bylo oznámeno, že náklady na každoměsíční zpravodaj vychází na 12 tisíc Kč, tj. náklady na výrobu jsou 64 tisíc Kč, zisky z inzerce jsou 52 tisíc Kč.
Dalšími tištěnými médii vycházejícími v Třebíči jsou Horácké noviny (dříve noviny Jiskra). První číslo Horáckých novin vyšlo 25. dubna 1990. Prvním šéfredaktorem byl Richard Paleček (* 26. dubna 1936), který do roku 1969 zůstal redaktorem novin Jiskra a byl moderátorem revolučního roku 1968. Dále od roku 1995 do roku 1998 vycházely Třebíčské noviny v původním složení redakce, kdy v září 1995 vyšlo první vydání pod vedením Miloslava Zemana (1933–2012) a Otta Zejdy (10. dubna 1928 – 28. prosince 2000). Po roce 1998 se vydavatelkou a redaktorkou stala Anna Kočová, po roce 1999 se redaktorem stal Luboš Janoušek a od roku 2010 noviny vede Antonín Zvěřina. Vltava-Press vydává i regionální deník, Třebíčský deník. V květnu roku 2020 bylo oznámeno, že Horácké noviny budou nově vycházet pouze jednou týdně a to v rozšířené edici, která bude mít 20 stran.
V říjnu 2008 město Třebíč navázalo spolupráci s TV Prima a v pořadu Minuty regionu – Zrcadlo vašeho kraje jsou vysílány zprávy třebíčské radnice. ZŠ Na Kopcích v roce 2006 navázala spolupráci s ČT24 a jejím projektem Digitální vesnice, příspěvky jejích žáků byly vysílány na ČT24. Rozhlasové vysílání v Třebíči je pouze regionální, v Třebíči není žádná stanice, nejbližší regionální stanice sídlí v Jihlavě (Hitrádio Vysočina, Český rozhlas Region a Radio Jihlava). V listopadu 2017 rádio Hey rádio spustilo vysílač na frekvenci 97,6 FM v Třebíči.
Město Třebíč mimo jiné používá ke své propagaci moderní komunikační média, mimo jiné i server pro sdílení videozáznamů YouTube a systém Twitter. Město nově komunikuje s občany také prostřednictvím služby tzv. Mobilního rozhlasu, tj. prostřednictvím SMS zpráv či aplikace pro mobilní telefony. V únoru roku 2020 bylo spuštěno pravidelné vysílání pořadu Zeptejte se na radnici, pořad je vysílán každé pondělí na kanálu města Třebíče na YouTube.
V roce 2014 bylo město Třebíč zmíněno jako součást děje ve filmu Zejtra napořád. V roce 2016 zde byl natáčen seriál Četníci z Luhačovic, stejně tak i film Zádušní oběť. V roce 2017 měl premiéru film s názvem Planeta Třebíč, jehož autorem je Rakušan Wolfgang Fassold, film má na Třebíč nahlížet pohledem mimozemšťana. Jde o dokument o Třebíči, její historii, lidech a cizincích, kteří zde žijí. Očekává se, že bude odvysílán na stanicích v Německu či Izraeli. Stanislav Motl zpracoval film pod názvem Peklo pod španělským nebem, kde se zabývá osudy Třebíčanů ve španělské občanské válce. Roku 2015 se v prostorech Zámku Třebíč natáčel film Hlas pro římského krále, roku 1967 se pak v zámku natáčel film Markéta Lazarová a roku 1989 film Podivný host, natáčely se zde scény i pro film Ztracená brána nebo V erbu lvice. V roce 2020 se v židovské čtvrti natáčel film Beaty Parkanové Slovo.
V roce 2018 vyšla kniha s názvem Příběh chytrého města, která je k dispozici na recepci Alternátoru, autorem je Petr Mrázek a zabývá se příběhem dětí a chytrého města Třebíče. V roce 2019 vyšla kniha Milana Krčmáře Bezejmenní, jde o román o několika vraždách v třebíčském Kohnově mlýně v roce 1925.

## Filmy natáčené v Třebíči
- Slovo, Beata Parkanová, 2021
- Zádušní oběť, Jiří Svoboda, 2017
- Hlas pro římského krále, Václav Křístek, 2016
- Jan Hus, Jiří Svoboda, 2015
- Ztracená brána, Jiří Strach, 2012
- Národní klenoty, 2011
- Četnické humoresky, 1997
- Markéta Lazarová, František Vláčil, 1967
- Na dně, 2024
- Deník shopaholičky, 2025[26]